# Élections législatives indiennes de 1934
Des élections législatives ont lieu dans le Raj britannique en 1934 afin d'élire les membres de l'Assemblée législative centrale et du Conseil d'État. 
L'électorat comprend 1 415 892 électeurs dont 1 135 899 dans des circonscriptions contestées. 608 198 électeurs prennent part au scrutin dont, pour la première fois à une élection non locale, 14 505 femmes.
Pour la première fois, le Congrès participe aux élections : il arrive en tête. 

## Résultats
Le Congrès remporte 37 des 51 sièges généraux ainsi que 5 sièges réservés à des minorités. Le Congress Nationalist Party, une scission du Congrès, remporte 12 sièges. La plupart des 30 circonscriptions réservées aux musulmans élisent des indépendants mais, au sein de l'Assemblée, c'est Muhammad Ali Jinnah qui en assume le leadership. Il reprend la tête de la Ligue musulmane peu de temps après les élections.
Des 32 sièges pourvus avec un seul candidat, 12 étaient des circonscriptions musulmanes, 8 européennes, 8 générales, 3 réservées aux propriétaires et une réservée au commerce.
| Groupe                                  | Sièges | Leader               |
| --------------------------------------- | ------ | -------------------- |
| Congrès national indien                 | 42     | Bhulabhai Desai      |
| Congress Nationalist Party              | 12     | Madhav Shrihari Aney |
| Européens                               | 8      | Leslie Hudson        |
| People's (Leading Separationists) Party | 3      |                      |
| Indépendants                            | 41     | Muhammad Ali Jinnah  |
| Membres nommés                          | 41     |                      |
| Total                                   | 147    |                      |
| Source: The Times Schwartzberg Atlas    |        |                      |